# Yūki Nagasato
Yūki Nagasato (永里 優季, Nagasato Yūki, Atsugi, 15 juli 1987) is een Japans voetbalster die als aanvaller speelt bij Chicago Red Stars.

## Carrière

### Clubcarrière
Nagasato begon haar carrière in 2001 bij Nippon TV Beleza. In negen jaar speelde zij er 110 competitiewedstrijden. Ze tekende in 2010 bij Turbine Potsdam. Met deze club werd zij in 2009/10 kampioen van Europa. Daarna speelde zij bij Chelsea (2013–2014), Wolfsburg (2015) en Frankfurt (2015–2017). Ze tekende in 2017 bij Chicago Red Stars. In het seizoen 2018/19 kwam zij op huurbasis uit voor Brisbane Roar.

### Interlandcarrière
Nagasato maakte op 22 april 2004 haar debuut in het Japans vrouwenvoetbalelftal tijdens een wedstrijd tegen Thailand. Zij nam met het Japans elftal deel aan de Wereldkampioenschappen in 2007. Japan werd uitgeschakeld in de groepsfase. Zij nam met het Japans elftal deel aan de Olympische Zomerspelen in 2008 en kwam met Japan tot de halve finale. Zij nam met het Japans elftal deel aan het Wereldkampioenschappen in 2011. Daar stond zij in alle zes de wedstrijden van Japan opgesteld, en Japan behaalde goud op het Wereldkampioenschap. Zij nam met het Japans elftal deel aan de Olympische Zomerspelen in 2012. Daar stond zij in alle zes wedstrijden van Japan opgesteld en scoorde daarin drie doelpunten. Japan behaalde zilver op de Spelen. Zij nam met het Japans elftal deel aan het Wereldkampioenschappen in 2015. Daar stond zij in alle zeven wedstrijden van Japan opgesteld, en Japan behaalde zilver op het Wereldkampioenschap. Ze heeft 132 interlands voor het Japanse vrouwenelftal gespeeld en scoorde daarin 58 keer.

## Statistieken
| Japans vrouwenvoetbalelftal | Japans vrouwenvoetbalelftal | Japans vrouwenvoetbalelftal |
| Jaar                        | Wed.                        | Dlp.                        |
| --------------------------- | --------------------------- | --------------------------- |
| 2004                        | 1                           | 0                           |
| 2005                        | 9                           | 6                           |
| 2006                        | 13                          | 9                           |
| 2007                        | 12                          | 4                           |
| 2008                        | 17                          | 9                           |
| 2009                        | 3                           | 0                           |
| 2010                        | 3                           | 1                           |
| 2011                        | 17                          | 3                           |
| 2012                        | 16                          | 9                           |
| 2013                        | 12                          | 6                           |
| 2014                        | 9                           | 5                           |
| 2015                        | 13                          | 3                           |
| 2016                        | 7                           | 3                           |
| Totaal                      | 132                         | 58                          |